# Azul (vulkaan)
Azul is een geïsoleerde vulkaan met drie sintelkegels in de Región Autónoma de la Costa Caribe Sur in het oosten van Nicaragua. Elk van de sintelkegels heeft een krater van 50 tot 60 meter in doorsnee. De berg heeft een hoogte van 201 meter.
De vulkaan werd door geologen ontdekt in de jaren 1960 tijdens een vlucht. 